# 高松琴平電気鉄道80形電車
高松琴平電気鉄道80形電車（たかまつことひらでんきてつどう80がたでんしゃ）は、高松琴平電気鉄道に在籍した通勤形電車。

## 概要
山陽電気鉄道の前身の一つである兵庫電気軌道が新製した36形がその前身で、1921年日本車輌製造製。車体長14m、ダブルルーフ、オープンデッキ、窓配置D6D6Dで中央出入り口は扉と可動ステップつきだった。1949年に4両が琴電に譲渡され、80形81 - 84として長尾線・志度線で使用された。琴電入線後に集電装置をダブルポールからパンタグラフに換装の上簡易鋼体化（一見鋼製車に見えるが、木造車体の外側に鋼板を張ったいわゆる「偽スチールカー」）され、同時に前後の出入り口にも扉が設置されたが早期に淘汰の対象となり、1967年までに全車廃車となった。